# Základní škola pro slabozraké Koperníkova
Základní škola pro slabozraké, Koperníkova, Praha 2 je speciální základní (devítiletá) škola prioritně pro slabozraké děti, která existovala ve svém sídle přibližně 50 let. Dodnes existuje Základní škola pro žáky s poruchami zraku, která navazuje na tradici této školy.

## Historie
V únoru 1943 byl otevřen druhý postupný ročník Školy pro šetření zraku při obecné škole chlapecké ve Štěpánské ulici v Praze 2. Bylo zapsáno 8 žáků a třídní učitelkou se stala Marie Chaloupková.
V září 1945 se již pětitřídní Národní školy pro slabozraké děti přestěhovala do vily Marie v Koperníkově ulici č. 12. První ředitelkou byla Marie Šimůnková. Za války v této budově sídlila skupina Hitlerjugend. V květnu 1945 byla vila Marie vybombardována a značně poškozena.
Tato vila byla dominantou vinohradského kopce. Budova zanikla požárem na konci 90. let 20. století.
V říjnu 1946 škola vydala první speciální cvičebnice s velkými typy písma.
V únoru 1948 se Zákonem o jednotném školství škola právně zařadila na úroveň ostatních škol. To bylo také datováno a pak slaveno (30. i 40. výročí) jako založení
školy. U příležitosti 30. výročí založení školy se v roce 1978 uskutečnil sjezd absolventů v Radiopaláci ÚKDŽ (Vinohradská ulice, Praha 2). K oslavám 50. výročí nedošlo.
V květnu 1948 došlo k slavnostnímu otevření měšťanské školy pro šetření zraku, která byla umístěna do nově získané budovy, Koperníkovy 6. Dnes sídlo mediálních společností Media Marketing Services V měšťanské škole byla 6. až 9. třída. V této budově později sídlilo i Gymnázium pro zrakově postižené. Většina tříd od 6. do 9. třídy byla umístěna na Koperníkově 6, ale byly výjimky - při velkém počtu žáku zůstala třída na budově Koperníkova 12, kde byly větší učebny. Navíc žáci na některé předměty přecházeli do objektu Koperníkova 12 a také do tzv. pavilonu - vpravo za vstupním koridorem (psaní na stroji, fyzika a chemie, později družina) nebo do dílen a na pozemky;

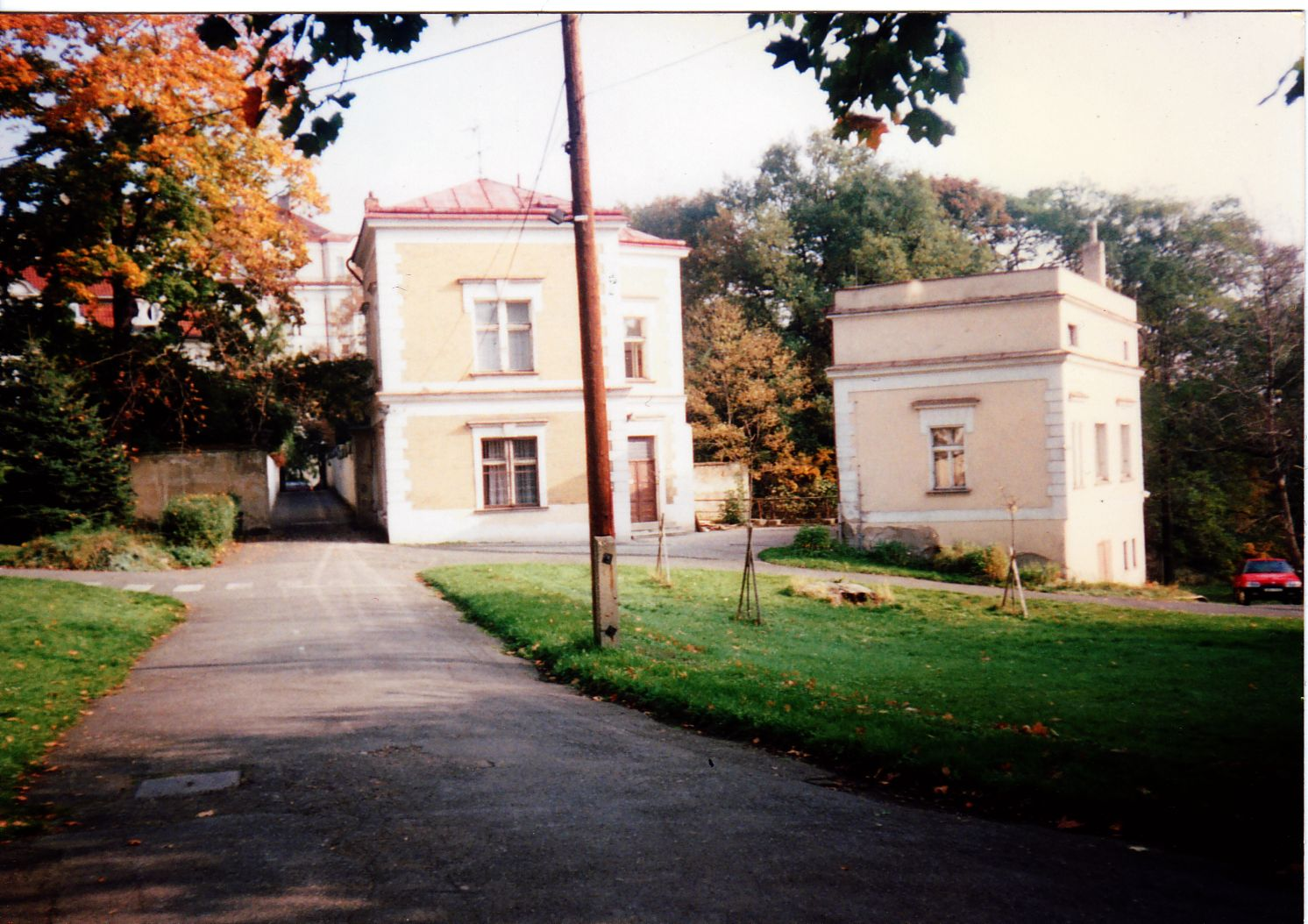
Zahrada školy - pohled na vstupní koridor, budova družiny, SPC a dílen, cesta k hřištím a k pozemkům, dnes k Vile Vinohrady

V prosinci 1950 zřízení domova (internátu) pro slabozraké děti na Francouzské ulici 56 (Praha 10). Bývalý útulek sv. Josefa, dnes v budově sídlí Pedagogicko-psychologická poradna pro Prahu 1, 2 a 4 a Psychologické poradenství pro děti a dospělé Mgr. Renáty Mikové.
V roce 1952 bylo přiděleno části objektu vily v Koperníkova 8, kde byla zřízena speciální mateřská škola pro slabozraké děti, s oddělením pro děti s tupozrakostí jednoho oka. Tato speciální mateřská škola se později přestěhovala na Zelený pruh do Prahy - Krče; vila byla vrácena v restituci. V roce 2009 byla zřízena školní družina. Ta byla v 60. letech 20. stol. umístěna v dalším objektu, pod budovou základní (národní) školy, kde bývaly i dílny. Později tuto budovu škola opustila a budova byla využita pro bydlení státních zaměstnanců, bydlel zde Nejvyšší soudce ČSSR.

### Konec 60. let - 1971
Od konce 60. let 20. stol do roku 1971 probíhala rekonstrukce vily Marie, výuka byla na internátě školy na Francouzské ulici, družina i školní dílny se přestěhovaly blíže k vile Marii. Zahradou se dalo procházet až do školní jídelny Nad Petruskou, kam žáci této školy chodili spolu se ZŠ Makarenkova (dnes Jana Masaryka) na oběd, později se chodilo na oběd i na internát ZDŠ pro slabozraké na Francouzskou ulici.
Škola obhospodařovala své pozemky, na kterých se vyučovalo pracovní vyučování. Tyto pozemky se nacházely na místě dnešní vily Vinohrady. Vila Marie i přilehlá zahrada se stala exteriérem filmovým laboratoří Barrandov a natáčeli se zde filmy a televizní seriály.
Při škole ve vile Koperníkova 8 bývalo i Oftalmologické oddělení fakultní nemocnice Motol, která školu zaštiťovala a žáci měli oční ambulanci pro případ úrazu nebo náhlého zhoršení zraku velmi blízko po ruce. V 60.-70. letech zde působili na postu přednosty ústavu MUDr. Fafl, po něm MUDr. Drastíková, později MUDr. Rodný. Ambulance se později přestěhovala na Bělehradskou třídu, ještě později do Kaprovy ulice ke Staroměstskému náměstí. V současné době působí v areálu FN Motol v Praze 5 jako Centrum zrakových vad.

### Stěhování gymnázia

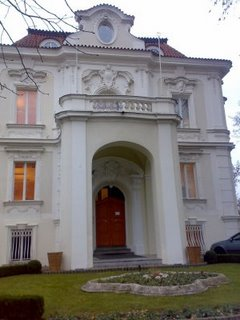
Budova Koperníkova 6, kde byly umisťovány třídy 6.-9. ročníku a 1.-4. ročníky ZDŠ-I pro slabozraké a 1.-4. ročník gymnázia pro zrakově postižené

Gymnázium pro zrakově postižené se odstěhovalo nejdříve do Michle v Praze 4 a dnes do Nových Butovic v Praze 5, kde sídlí spolu s obchodní školou a Obchodní akademií pro zrakově postižené dodnes. 
Dnes na pozemcích bývalé školy Koperníkova 12 vyrostla Vila Vinohrady.

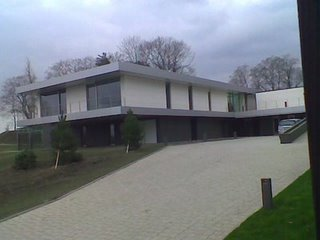
Foto bylo pořízeno mobilem z prostoru za plotem v Grébovce.

### Žáci a absolventi - spolupráce s dalšími školami v Česku
Do školy jsou kromě zrakově postižených přijímáni i žáci s LMD a poruchami chování, vyžadující malý kolektiv a speciální péči. Škola sídlí na náměstí Míru.
Škola vždy spolupracovala i se Zvláštní školou ve Slezské ulici, do které byli umisťováni žáci se slabšími žákovskými výsledky a zřejmě také s LMD poruchami. Žáci této školy mívali společné ubytování na internátě na Francouzské ulici.
Většina absolventů těchto speciálních základních škol pokračovala až do 90. let 20. století na specializovaných středních školách: Gymnáziu pro zrakově postižené, dvouleté ekonomické škole s tříletou docházkou v Praze Krči (Klárův ústav) a s telefonickým kurzem, později (od roku 1983) s možností maturity na Obchodní akademii (tamtéž, dnes v Praze-Nových Butovicích) nebo na některém z učňovských oborů na SOU pro zrakově postižené (tamtéž) jako byly obory: knihař, čalouník, strojní mechanik, telefonista, kartáčník, dnes i masér nebo košíkář.
Od 90. let 20. století se v daleko širší míře uplatnila integrace zrakově postižených žáků a po té studentů do škol běžného typu, což sebou nese především výhodu neodloučení od rodiny, ale na druhou stranu větší nároky na technické vybavení žáka a studenta, zapojení do kolektivu nehandicapovaných spolužáků, pomoc učitelů i rodičů. Navíc podobné školy či specializované třídy vznikly i v dalších městech (Plzeň, České Budějovice). Současně se školou pro slabozraké existovaly podobně zaměřené školy v Litovli, Opavě, v Moravské Třebové a velká speciální škola v Brně (dnes v Brně-Hlinkách).

### V kterých filmech si areál školy "zahrál"
Rád bych zde s Vaší pomocí soustředil filmy a seriály, v kterých je viděn areál školy nebo zaniklá vila Marie.
1. Hříšní lidé města pražského - 3.díl/13
Lady Macbeth z Vinohrad
Slavná detektivní parta pana rady Vacátka z pražské "čtyřky" bojuje s podsvětím. Tentokrát řeší případ dlouhodobé otravy sekčního šéfa Ulrycha olovem. Seriál kriminálních příběhů podle povídek Jiřího Marka (1968).
Poslední záběry tohoto dílu ukazovaly vstup mezi Grébovkou a dánským velvyslanectvím, školní park a dlouhý záběr na budovu školy - vilu Marii.
2. některé scény z TV seriálu Inženýrská odÿsea - herečka Libuše Havelková ošetřuje růže, natáčená zde někdy v letech 1978-1981.
3. mezi žáky proběhl casting na role v dětském filmu Páni kluci.

### Historie vily Marie

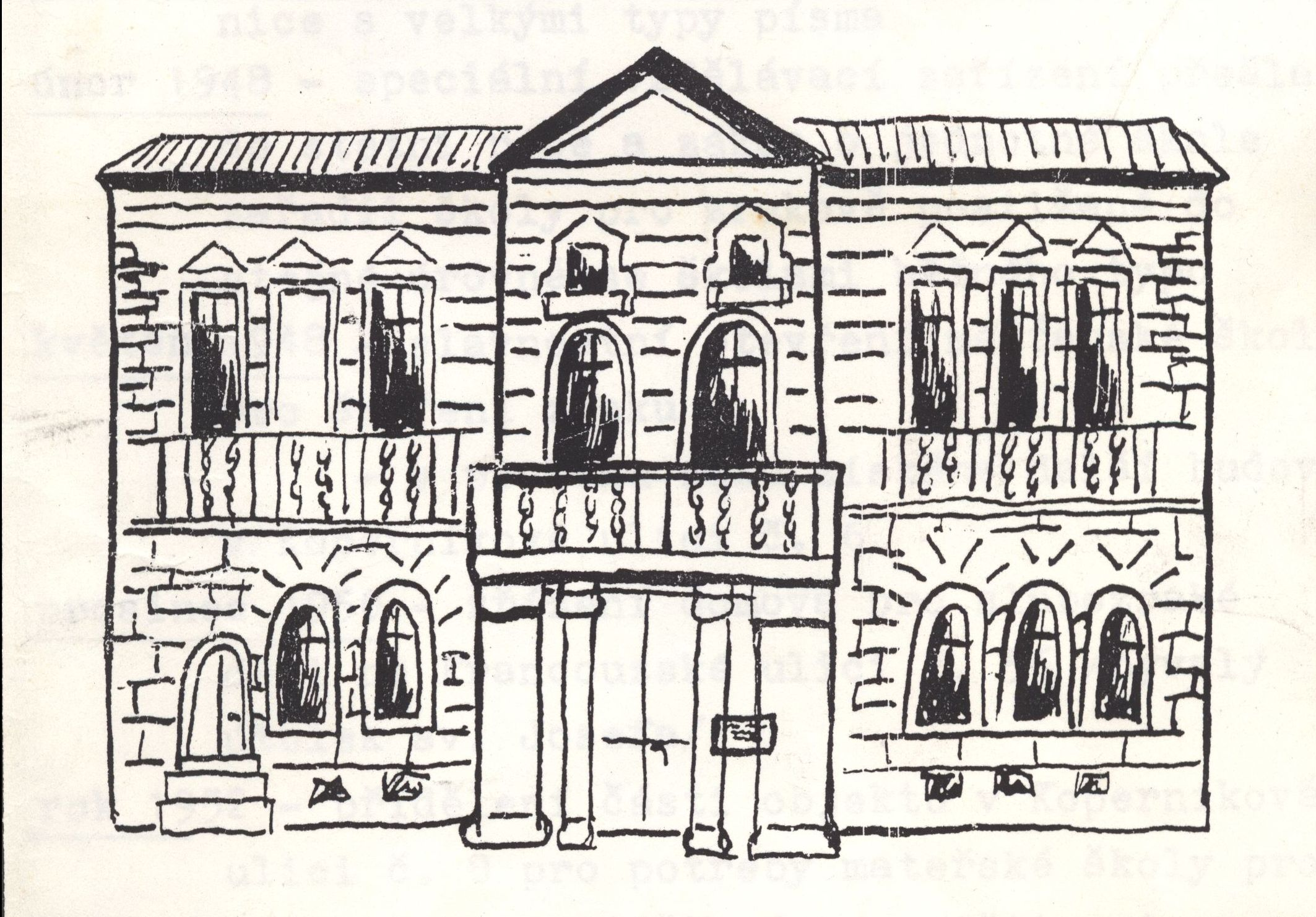
Vila Marie - Koperníkova 12 Praha 2

1884: měšťan Eduard T. Bittner nechal nad jižním svahem na okraji tehdy periferních Vinohrad postavit novorenesanční vilu podle plánů městského stavitele Jana Troníčka;
1918: vilu koupil továrník Jindřich Waldes;
Úspěšný majitel vršovického podniku Koh-i-noor vlastnil už předtím kousek odtud jinou vilu s velkou zahradou v Americké ulici, kde roku 1923 vybudoval i obrazárnu pro svou slavnou sbírku obrazů. Na pozemcích kolem vily Marie chtěl Waldes za první republiky zřídit slepičí farmu, stihl postavit i část potřebného vybavení, jenže záměr mu úřady kvůli nesouhlasu lidí v okolí nepovolily.
Vilu u obrazárny zničila bomba při americkém náletu 14. února 1945, torzo obrazárny muselo nedávno ustoupit novým činžovním domům developera Orco. Ve škole prý sídlil Hitlerjugend - dětská organizace nacistického Německa.
1996: Vilu i s pozemky zrestituovala trojice Waldesových dědiců, všichni žijící v New Yorku. Nově jmenované vedení školy (ředitelka Lunerová) přesunulo od roku 2000 výuku po rychlé dohodě s radnicí Prahy 2 do náhradní budovy po bývalém autoopravárenském učilišti na Náměstí Míru.
Vyklizená nemovitost se záhy dostala do rukou developerů a v červnu 2000 také do zástavy u Raiffeisenlandesbank Niederösterreich-Wien.
Společnosti ALAG Rezidence Koperníkova, s. r. o., se koncem roku 2001 podařilo - údajně vinou nejednoznačné klasifikace zeleně v okolí vily Marie - získat od pražského magistrátu územní rozhodnutí k projektu, podle něhož měly být v areálu postaveny čtyři čtyřpodlažní bytové domy a podzemní garáže (aniž by zmizela stará vila!!!).
27. března 2002: podepsána kupní smlouva mezi firmami ALAG a Helsinky za 80 milionů
2004: schválila vedoucí stavebního odboru ÚMČ Praha 2 Helena Nováková novým vlastníkům změnu územního rozhodnutí. Od 18. srpna 2004 tak mohla vedle vily Marie vyrůst místo čtyř činžáků "novostavba rodinného domu".
V noci 11. listopadu 2004 zničil tři přízemní místnosti opuštěné a zvolna chátrající vily Marie požár založený podle hasičů zřejmě bezdomovci či feťáky, kteří se v ní scházeli.
V noci z 19. na 20. ledna 2005 hořelo ve vile Marii znovu. Prokazatelně založený a rychle se šířící požár tentokrát zcela zničil střechu a krovy. I po tomto ohni však památkáři považovali budovu dál za rekonstruovatelnou. Vzápětí podanou žádost majitele o demolici proto památkáři jednoznačně zamítli. Povolili jen likvidaci dvou méně podstatných doplňkových stavbiček v zahradě - bez toho by totiž nemohla fyzicky vzniknout nová rezidence.
Brzy nato už o pár desítek metrů dále vyrůstala vila Vinohrady, jejíž architektura s novorenesančním sousedem evidentně nepočítala.
Na přelomu dubna a května 2006 upozornili místní obyvatelé památkáře, že jednoho rána kolem čtvrté až páté hodiny budova vily Marie "spadla", resp. byla zbourána (bez souhlasu úřadů!!!). Vyšetřování šlo do ztracena, byla udělena jen symbolická pokuta podle tehdy platných předpisů. Dnes je causa promlčena.
Novou vilu Vinohrady na místě bývalých školních pozemků pro pracovní výchovu si nechal postavit Pavel Tykač, který ji využívá jako sídlo firmy a k bydlení. Je vidět pouze přes plot z Grébovky.

### Založení podobných škol ve světě
- 1908 Škola pro krátkozraké v Londýně
- 1911 Štrasburk
- 1913 Boston

## Literatura

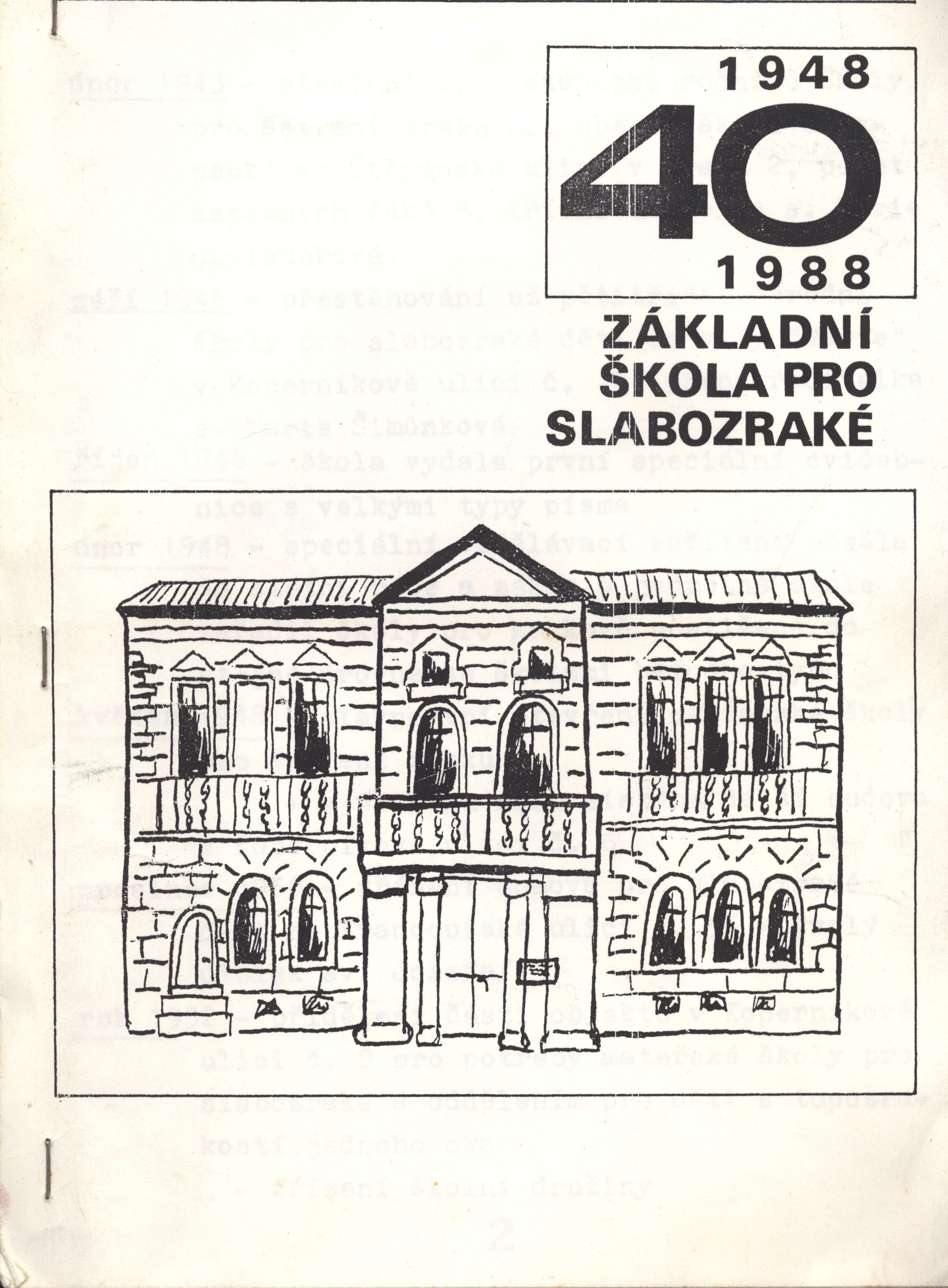
Titulní list školního časopisu k 40. výročí ZDŠ-I Kopernikova Praha 2